# トリエチルスルホニウムビス(トリフルオロメタンスルホニル)イミド
トリエチルスルホニウムビス(トリフルオロメタンスルホニル)イミド（英: Triethylsulfonium bis(trifluoromethanesulfonyl)imide）は、イオン液体の一つである。
トリエチルスルホニウムビス(トリフルオロメタンスルホニル)イミドは、室温で液体として存在するので、それは室温イオン液体である。

## 調製
トリエチルスルホニウムビス(トリフルオロメタンスルホニル)イミドは、硫酸ジエチルとジエチルスルフィドとの反応、およびその後のリチウムビス(トリフルオロメタンスルホニル)イミドによって得ることができる。

## 用途
トリエチルスルホニウムビス(トリフルオロメタンスルホニル)イミドは、例えば染料や二酸化炭素用の溶媒として使用することができる。また、トリエチルスルホニウムビス(トリフルオロメタンスルホニル)イミドは電気化学において応用される。